# Gilly VD
| VD ist das Kürzel für den Kanton Waadt in der Schweiz. Es wird verwendet, um Verwechslungen mit anderen Einträgen des Namens Gilly zu vermeiden. |

Gilly ([ʒiji], im einheimischen frankoprovenzalischen Dialekt [ʒiʎiː]) ist eine politische Gemeinde im Distrikt Nyon des Kantons Waadt in der Schweiz.

## Geographie
Gilly liegt auf 484 m ü. M., 10 km nordnordöstlich des Bezirkhauptortes Nyon (Luftlinie). Das Weinbauerndorf erstreckt sich leicht erhöht am unteren Südhang der Waadtländer Côte, in aussichtsreicher Lage rund 100 m über dem Seespiegel des Genfersees.
Die Fläche des 7,8 km² grossen Gemeindegebiets umfasst einen Abschnitt der Waadtländer Côte. Der Gemeindeboden erstreckt sich vom Uferrandstreifen des Genfersees nach Norden auf das Plateau am Fuss der Waadtländer Côte. Daran schliesst sich der Steilhang der Côte beidseits des Baches Flon de Vincy an. In die Hochfläche oberhalb der Côte ist der Talkessel des Flon de Vincy eingetieft. Der höchste Punkt von Gilly wird mit 895 m ü. M. im Waldgebiet Le Saugey erreicht. Die westliche Grenze bildet der Bach Merdasson, der ebenfalls in seinem Quellgebiet durch Erosion im Lauf der Zeit einen tiefen Talkessel eingegraben hat, die Combe de Bursins, von welcher der östliche Talhang noch zu Gilly gehört. Von der Gemeindefläche entfielen 1997 9 % auf Siedlungen, 35 % auf Wald und Gehölze und 56 % auf Landwirtschaft.
Zu Gilly gehören der Weiler Vincy (534 m ü. M.) am Hang der Côte westlich des Baches Flon de Vincy sowie zahlreiche Weingüter und Einzelhöfe. Nachbargemeinden von Gilly sind Bursinel, Bursins, Burtigny, Essertines-sur-Rolle, Tartegnin und Rolle.

## Bevölkerung
Mit 1472 Einwohnern (Stand 31. Dezember 2023) gehört Gilly zu den kleineren Gemeinden des Kantons Waadt. Von den Bewohnern sind 83,1 % französischsprachig, 6,1 % deutschsprachig und 3,9 % englischsprachig (Stand 2000). Die Bevölkerungszahl von Gilly belief sich 1850 auf 622 Einwohner, 1900 auf 646 Einwohner. Nachdem die Bevölkerung bis 1960 auf 507 Einwohner abgenommen hatte, wurde seither wieder eine steigende Tendenz beobachtet.

## Wirtschaft
Gilly war bis in die zweite Hälfte des 20. Jahrhunderts ein vorwiegend durch die Landwirtschaft geprägtes Dorf. Noch heute spielt die Landwirtschaft als Erwerbszweig der Bevölkerung eine wichtige Rolle. Am gesamten Hang der Côte unterhalb einer Höhe von 550 bis 600 m ü. M. wird Weinbau betrieben. Auf dem Plateau am Hangfuss herrschen auf den fruchtbaren Böden Ackerbau und Obstbau vor. Weitere Arbeitsplätze sind im Gewerbe und vor allem im Dienstleistungssektor vorhanden. Auf dem Gemeindegebiet befindet sich der östliche Teil der Anlagen der Raststätte La Côte an der Autobahn A1 (Genf-Lausanne). In den letzten Jahrzehnten hat sich das Dorf dank seiner attraktiven Lage zu einer Wohngemeinde entwickelt. Viele Erwerbstätige arbeiten auswärts und pendeln teilweise bis in die Städte Lausanne und Genf.

## Verkehr
Die Gemeinde ist verkehrstechnisch gut erschlossen. Sie liegt etwas oberhalb der Hauptstrasse, die von Nyon entlang den Hängen der Côte nach Aubonne führt. Durch den Postautokurs, der von Gland nach Rolle verkehrt, ist Gilly an das Netz des öffentlichen Verkehrs angebunden. Am 14. April 1858 wurde der Abschnitt von Morges nach Coppet der Eisenbahnlinie Lausanne-Genf in Betrieb genommen. Der Bahnhof Gilly-Bursinel liegt knapp ausserhalb des Gemeindegebietes.

## Geschichte
Die erste urkundliche Erwähnung des Ortes erfolgte 1179 unter dem Namen Jusliaco, 1228 erschien die Bezeichnung Gillie. Der Ortsname ist vermutlich auf den gallorömischen Personennamen Gillius zurückzuführen. Auf dem Gemeindegebiet hatte im Mittelalter das Kloster Romainmôtier reichen Grundbesitz. Gilly unterstand seit dem 14. Jahrhundert nacheinander den Herren von Rolle, von Vincy und von Mont-le-Grand.
Mit der Eroberung der Waadt durch Bern im Jahr 1536 kam Gilly unter die Verwaltung der Vogtei Morges, wobei es einen eigenen Gerichtshof besass. Nach dem Zusammenbruch des Ancien Régime gehörte das Dorf von 1798 bis 1803 während der Helvetik zum Kanton Léman, der anschliessend mit der Inkraftsetzung der Mediationsverfassung im Kanton Waadt aufging. 1798 wurde es dem Bezirk Rolle zugeteilt.

## Sehenswürdigkeiten
- Seit dem 13. Jahrhundert ist eine Kirche von Gilly erwähnt. Die heutige Pfarrkirche wurde 1883 etwas ausserhalb des Ortes neu erbaut.
- Das Schloss von Vincy stammt in seiner heutigen Gestalt von 1724, 1793 wurde es im Stil des Klassizismus umgestaltet. Es steht an der Stelle eines mittelalterlichen Schlosses, das 1530 von den Eidgenossen zerstört wurde. Das von zwei niedrigen Flügeln flankierte Schloss war Aufenthaltsort von Voltaire und Lamartine.
- Westlich des Ortes steht das Schloss Saint-Vincent, im 19. Jahrhundert im Besitz des hanseatischen Ministerresidenten in Paris Vincent Rumpff.
- Nahe dem Ufer des Genfersees befindet sich der klassizistische Bau des Schlosses Beaulieu (1812–26).
- Im alten Ortskern von Gilly sind zahlreiche charakteristische Weinbauernhäuser aus dem 17. bis 19. Jahrhundert erhalten.